# Tingvalla, Karlstad
För sportanläggningen, se Tingvalla IP eller Tingvalla isstadion
Tingvalla (äldre stavning: Thingwalla, latin: Thinguallum) är en bebyggd gammal tings- och handelsplats belägen på Tingvallaön i Klarälvens mynning. Tingsplatsen omnämns först på 1200-talet. Staden Karlstad grundades 1584 på platsen av hertig Karl.
Numera utgör Tingvallastaden en central stadsdel i tätorten Karlstad. Här finns bland annat Tingvallagymnasiet och Karlstads domkyrka. 31 december 2019 bodde det 3 226 personer i området.

### Fotnoter
1. 1 2  ”Områdesfakta 2020”. Karlstads kommun. Arkiverad från originalet den 3 juli 2022. https://web.archive.org/web/20220703172857/https://karlstad.se/globalassets/filer/kommun-och-politik/om-karlstad/statistik/omradesfakta_32_omr_2020.pdf. Läst 10 februari 2021.